# Ministère des Armées
Pour les articles homonymes, voir Ministère de la Défense et Ministère de la Guerre.
En France, le ministère des Armées — connu sous ce nom de 1958 à 1969, de 1973 à 1974 et depuis 2017 ; anciennement ministère de la Guerre de 1791 à 1946, puis ministère de la Défense de 1946 à 1958, de 1969 à 1973 et de 1974 à 2017 — est l’administration responsable de la préparation et de la mise en œuvre de la politique de défense. Elle est dirigée par le ministre des Armées, membre du gouvernement. Le chef des armées est le président de la République.
Sébastien Lecornu est nommé ministre des Armées le 20 mai 2022.
Le ministre siège à l’hôtel de Brienne, au 14 de la rue Saint-Dominique, dans le 7e arrondissement de Paris, tandis que l’état-major est situé à l’Hexagone Balard, dans le 15e arrondissement de Paris.

## Historique
Le ministère des Armées dirigeant l’Armée française trouve son origine dans le « ministère de la Guerre », lui-même issu des services du « secrétariat d’État de la Guerre » de l’Ancien Régime. Il existait également un « ministère de la Marine », héritier du « secrétariat d’État de la Marine » et souvent lié au ministère des Colonies. À partir de 1915, il est créé un sous-secrétariat d’État à l’aéronautique militaire, dont le titre évolue et dont les attributions s’étendent à l’aéronautique civile, et qui devient en 1928 le ministère de l’Air.
Le 11 mars 1918, durant la Première Guerre mondiale, le ministère de la Guerre est touché lors d'un raid effectué par des avions allemands.
En 1948, le « ministère de la Guerre », le « ministère de la Marine » et le « ministère de l’Air » sont regroupés au sein d’un « ministère de la Défense nationale » (parfois intitulé « ministère de la Défense et des Forces armées »), qui, dans certains gouvernements, est assisté de secrétaires d’État chargés respectivement de la Guerre, de la Marine et de l’Air. En 1958, ces secrétariats d’État disparaissent et le ministère prend le nom de « ministère des Armées » au début de la Cinquième République. Il redevient « ministère de la Défense nationale » en juin 1969 sous le ministère de Michel Debré, mais reprend l’appellation de « ministère des Armées » dans le gouvernement suivant. Ce n’est qu’à partir de mai 1974 avec le ministre Jacques Soufflet que le ministère prend son nom de « ministre de la Défense ». En 2017, le ministère reprend le nom « ministère des Armées » sous le gouvernement Édouard Philippe.
En 2009, « la gendarmerie nationale est placée sous l’autorité du ministre de l’Intérieur » pour ses missions civiles tout en restant sous celle du ministère des Armées pour l’exercice de ses missions militaires.
En 2022, le remaniement ministériel introduit un partage de compétence avec le ministère de l’Éducation nationale, par le rattachement du secrétariat d’État à la Jeunesse au ministère des Armées, qui vise notamment à finaliser la généralisation du Service national universel, inclus dans le portefeuille.

### Identité visuelle (logotype)
Le logotype du ministère varie régulièrement au gré des changements de dénominations. Le logotype suit systématiquement les règles et principes de la charte graphique de la communication gouvernementale en France avec le système du « bloc marque ».

Logo du ministère de la Défense jusqu’en 1999
Logo du ministère de la Défense et des Anciens Combattants de 2010 à 2012
Logo du ministère de la Défense de 2012 à 2017
Logo du ministère des Armées de 2017 à 2020
Logo du ministère des Armées de 2020 à 2024 et depuis 2024
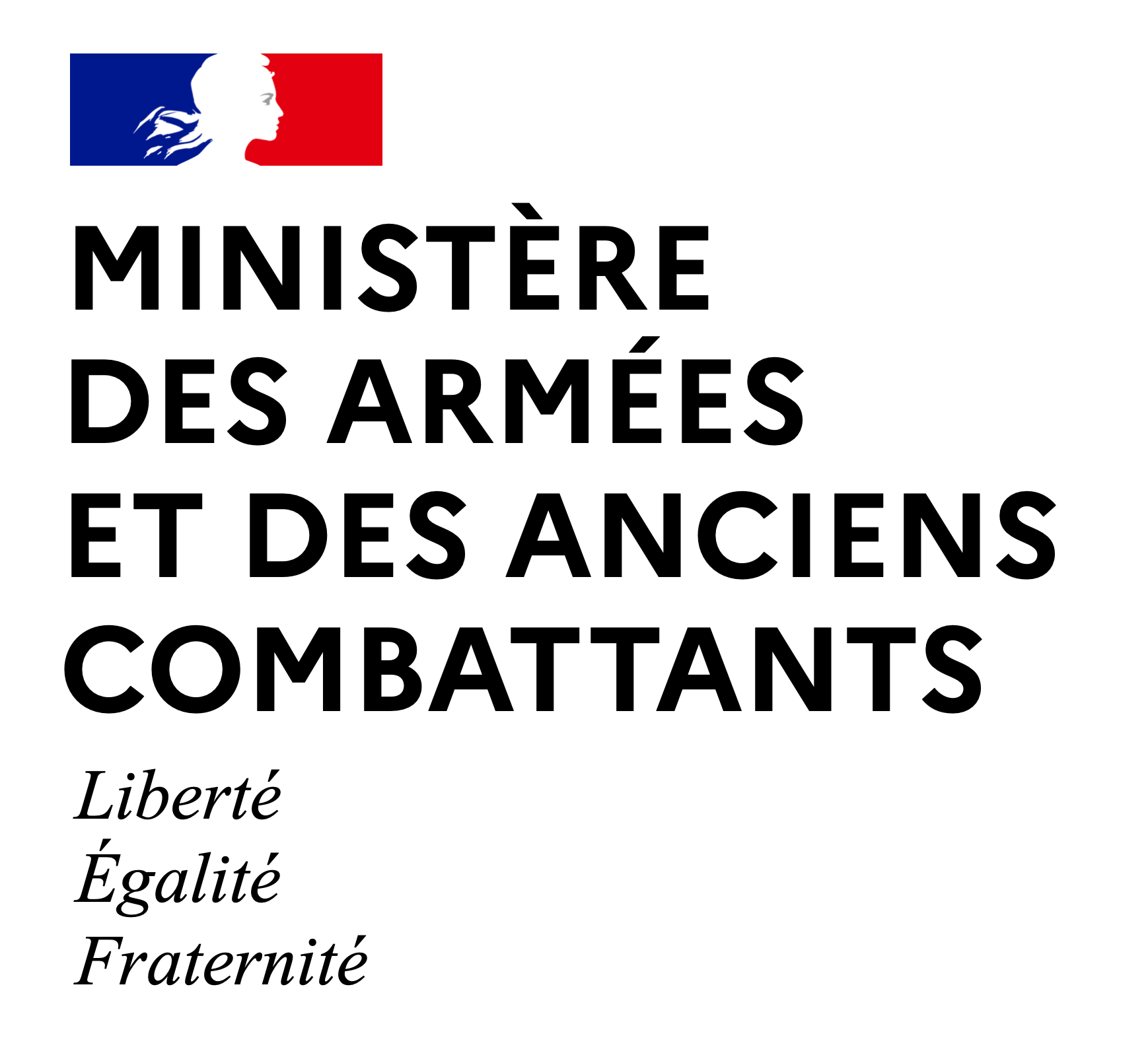
Logo du ministère des Armées et des Anciens Combattants de septembre à décembre 2024

## Organisation et attributions

### Ministre

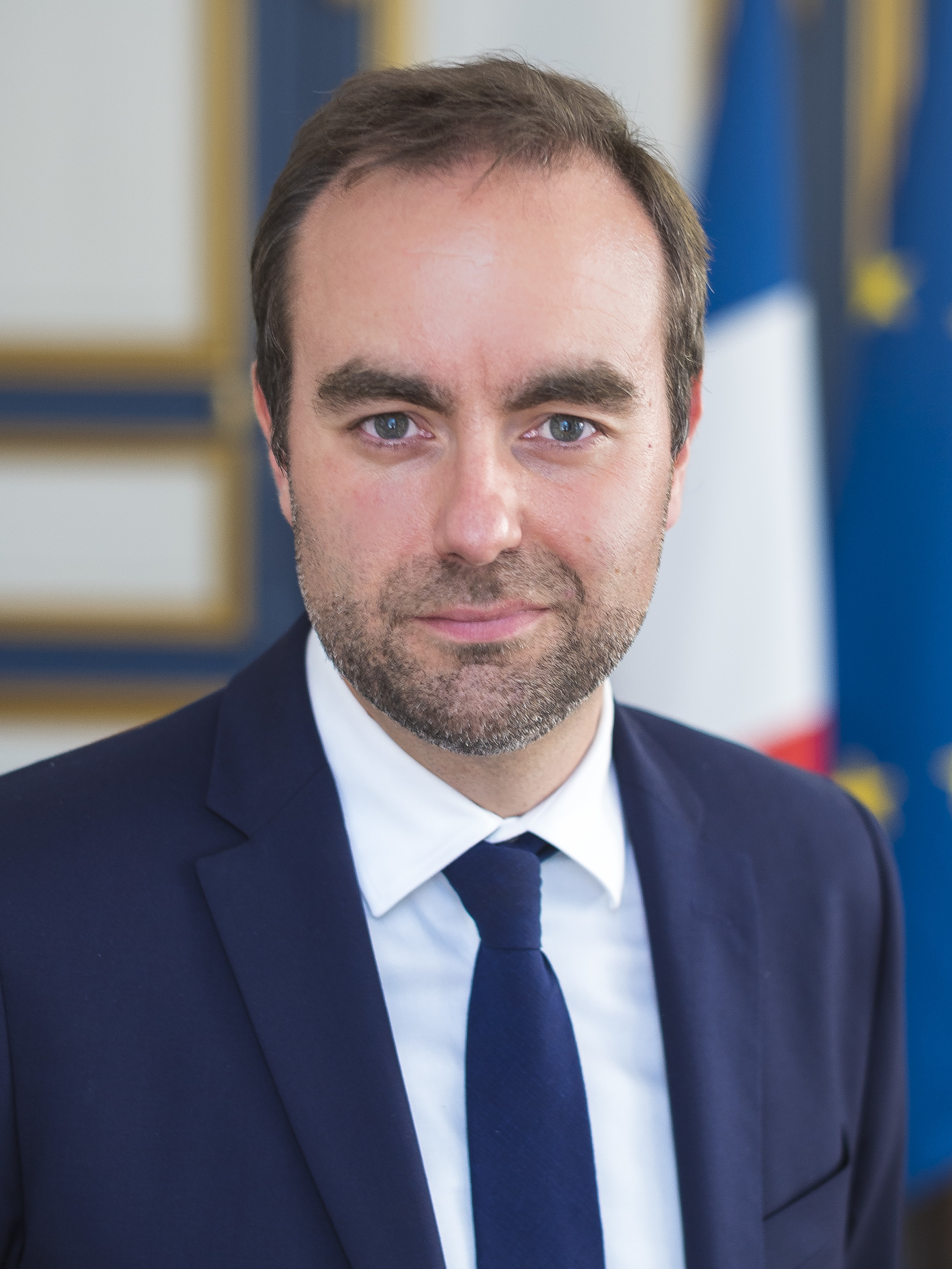
Sébastien Lecornu, ministre des Armées depuis 2022.

Le ministre des Armées est responsable de la préparation et de la mise en œuvre de la politique de défense. Il est en particulier chargé de l’infrastructure militaire comme de l’organisation, de la gestion, de la mise en condition d’emploi et de la mobilisation des Forces armées, à l’exception des missions judiciaires et civiles de la Gendarmerie nationale.
Il a autorité sur les armées et leurs services. Il veille à ce que les armées disposent des moyens nécessaires à leur entretien, leur équipement et leur entraînement. Il est responsable de leur sécurité.
Il est également chargé :
- de la prospective de défense ;
- du renseignement extérieur et du renseignement d’intérêt militaire ;
- de l’anticipation et du suivi des crises intéressant la défense ;
- de la politique industrielle et de recherche et de la politique sociale propres au secteur de la défense.

Il contribue à l’élaboration et à la mise en œuvre de la politique d’exportation des équipements de défense.
Sébastien Lecornu est le ministre des Armées. Il est nommé le 20 mai 2022 dans le gouvernement Élisabeth Borne.

### Organismes militaires
En France, sous la Ve République, « le président de la République est le chef des armées ». Il préside le conseil de Défense et de Sécurité nationale.
Le Gouvernement dispose de la force armée ; le Premier ministre exerce la direction générale et la direction militaire de la défense. Il décide de la préparation et de la conduite supérieure des opérations et assure la coordination de l’activité en matière de défense de l’ensemble des départements ministériels.
Les organismes militaires faisant partie de l’administration centrale du ministère de la défense sont sous l’autorité du chef d’État-Major des armées, lui-même sous l’autorité du président de la République et du Gouvernement,.
- l’état-Major des armées, les organismes militaires et des services interarmées rattachés au chef d’état-major des armées, les états-majors de l’Armée de terre, de la marine et de l’armée de l’air et de l’espace ;
  - la direction du Renseignement militaire ;
  - la direction centrale du Service de santé des armées ;
  - la direction centrale du Service de l’énergie opérationnelle ;
  - la direction interarmées des réseaux d’infrastructure et des systèmes d’information de la Défense ;
  - la direction centrale du service du commissariat des armées ;
  - le service de la trésorerie aux armées ;
  - la direction de la maintenance aéronautique ;
- la direction générale de la Sécurité extérieure ;
- la direction du renseignement et de la sécurité de la Défense ;
- la direction de la protection des installations, moyens et activités de la défense ;
- le contrôle général des armées ;
- le bureau enquêtes accidents « Défense transports terrestres », le bureau enquêtes accidents « Défense mer » et le bureau enquêtes accidents « Défense air », placés respectivement auprès des officiers généraux de l’Armée de terre, de la Marine nationale et de l’Armée de l’air, inspecteurs généraux des armées ;
- la direction de la sécurité aéronautique d’État.

Certains organismes peuvent être sous l’autorité du ministre pour certaines attributions (exemple : le chef d’état-major des armées est responsable de l’organisation interarmées et de l’organisation générale des armées sous l’autorité du ministre). Le ministre a autorité sur les inspecteurs généraux des armées et l’inspecteur général du service de santé des armées.
La direction générale de la Gendarmerie nationale est sous l’autorité du ministre de l’Intérieur, responsable de son organisation, de sa gestion, de sa mise en condition d’emploi et de l’infrastructure militaire qui lui est nécessaire pour l’exercice de ses attributions ; et sous l’autorité du ministre de la Défense pour l’exécution de ses missions militaires, notamment lorsqu’elle participe à des opérations des forces armées à l’extérieur du territoire national.

### Organismes civils
Les organismes civils faisant partie de l’administration centrale du ministère de la Défense sont :
- la direction générale de l’Armement, sous l’autorité du délégué général pour l’Armement
- le secrétariat général pour l’administration, sous l’autorité du secrétaire général pour l’administration.
- la direction générale des relations internationales et de la stratégie ;
- le commissariat au numérique de défense ;
- la délégation à l’information et à la communication de la Défense.

### Établissements publics
Les établissements publics placés sous la tutelle du ministre des Armées ont le statut d’établissement public à caractère administratif sauf mention contraire ; il s’agit de :
- Écoles militaires d’officiers d’active :
  - l’École navale (EPSCP, Grand établissement depuis le 1er janvier 2017)[14],[N 1].
  - l’École de l’air (EPSCP, Grand établissement depuis le 1er janvier 2019)[15]
- Grandes écoles d’ingénieurs (sous tutelle de la DGA) :
  - l’École polytechnique (EPSCP, Grand établissement depuis le 1er janvier 2016)[16],[17] ;
  - l’Institut supérieur de l’aéronautique et de l’espace (EPSCP, Grand établissement)[18] ;
  - l’École nationale supérieure de techniques avancées[19] ;
  - l’École nationale supérieure de techniques avancées Bretagne[20] ;
- Musées, sociétés savantes (sous l'autorité de la direction de la mémoire, de la culture et des archives (DMCA) ) :
  - l’Académie de marine[21] ;
  - le musée de l’Armée[22] situé dans l’hôtel national des Invalides à Paris ;
  - le musée national de la Marine[23] situé au sein du palais de Chaillot à Paris ;
  - le musée de l’air et de l’espace[24] situé au Bourget ;
  - le musée du Service de santé des armées situé au Val-de-Grâce à Paris ;
- Organismes de recherche et établissements scientifiques et techniques à caractère industriel :
  - l’Office national d’études et de recherches aérospatiales (établissement public à caractère industriel et commercial)[25].
  - le service hydrographique et océanographique de la Marine[26] ;
  - l’Institut de Saint-Louis (ISL), organisme de recherche binational à statut spécifique sous tutelle conjointe avec le ministère allemand de la défense[N 2],[27].
- Organismes chargés de missions à caractère social :
  - l’établissement public d’insertion de la Défense[28] ;
  - l’établissement public national des fonds de prévoyance militaire et de l’aéronautique[29] ;
  - l’Institution de gestion sociale des armées (EPIC)[30] ;
- Autres organismes :
  - l’établissement de communication et de production audiovisuelle de la Défense[31] ;
  - l’économat des armées (EPIC)[32] ;

## Sites du ministère et des autorités militaires
Le ministre des Armées siège à l’hôtel de Brienne dans le 7e arrondissement de Paris depuis 1807. Sous la Révolution, à partir de 1794, il avait été installé dans l’hôtel de Castries.
Depuis 2015, l’ensemble des états-majors sont regroupés à l’Hexagone Balard, dans le 15e arrondissement, un ensemble immobilier totalisant 300 000 m2 de surface hors œuvre nette (SHON),. Alors qu’initialement, l’hôtel de Brienne devait être affecté aux seules réceptions officielles du ministère de la Défense, le ministre et ses services, qui devaient également déménager, restent en définitive dans les lieux. Le cabinet du secrétaire d’État aux Anciens combattants s’installe aux côtés du ministre.

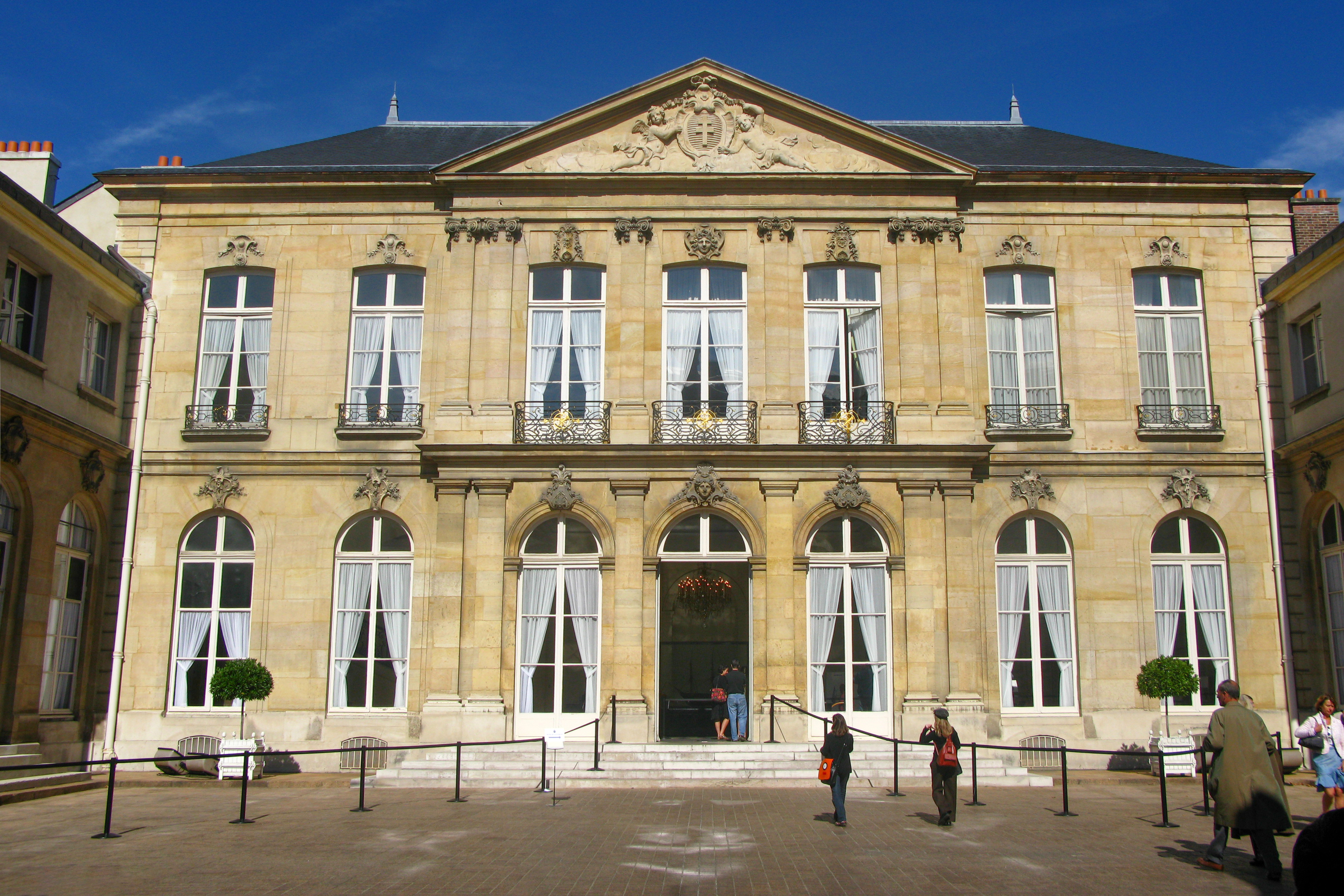
Hôtel de Brienne (cabinet du ministre et du secrétaire d’État).
Hexagone Balard (états-majors, DGA, SGA depuis 2015).
Entrée du ministère de la défense, avenue de la Porte-de-Sèvres, 15e arrondissement de Paris.
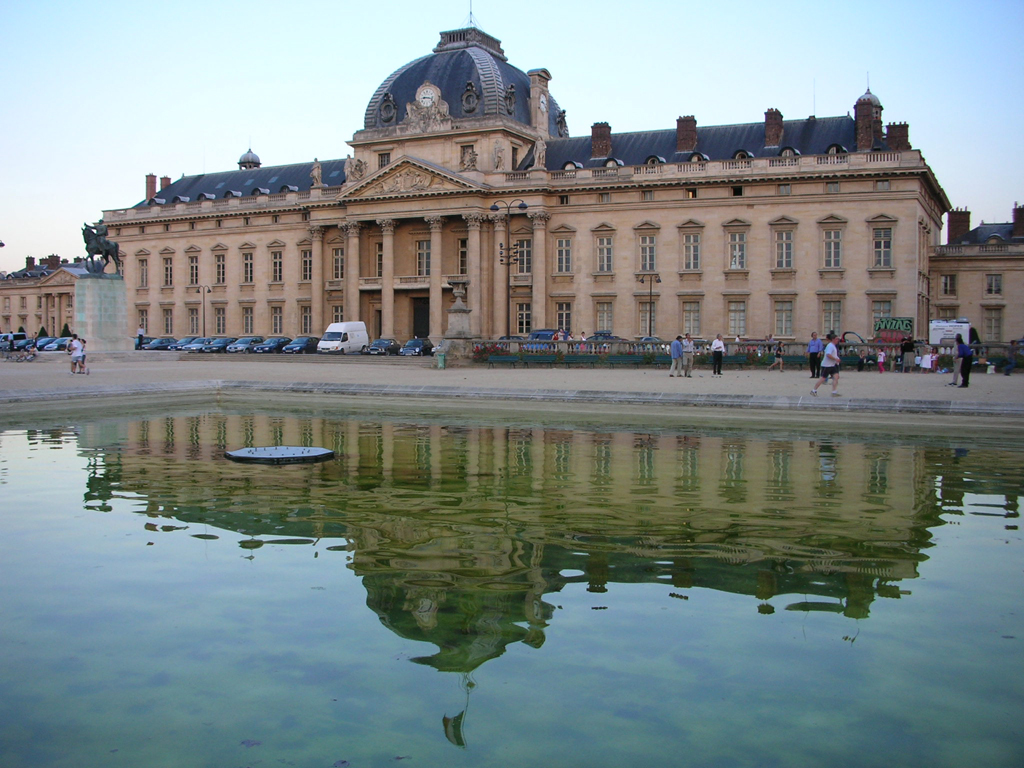
École militaire[38].
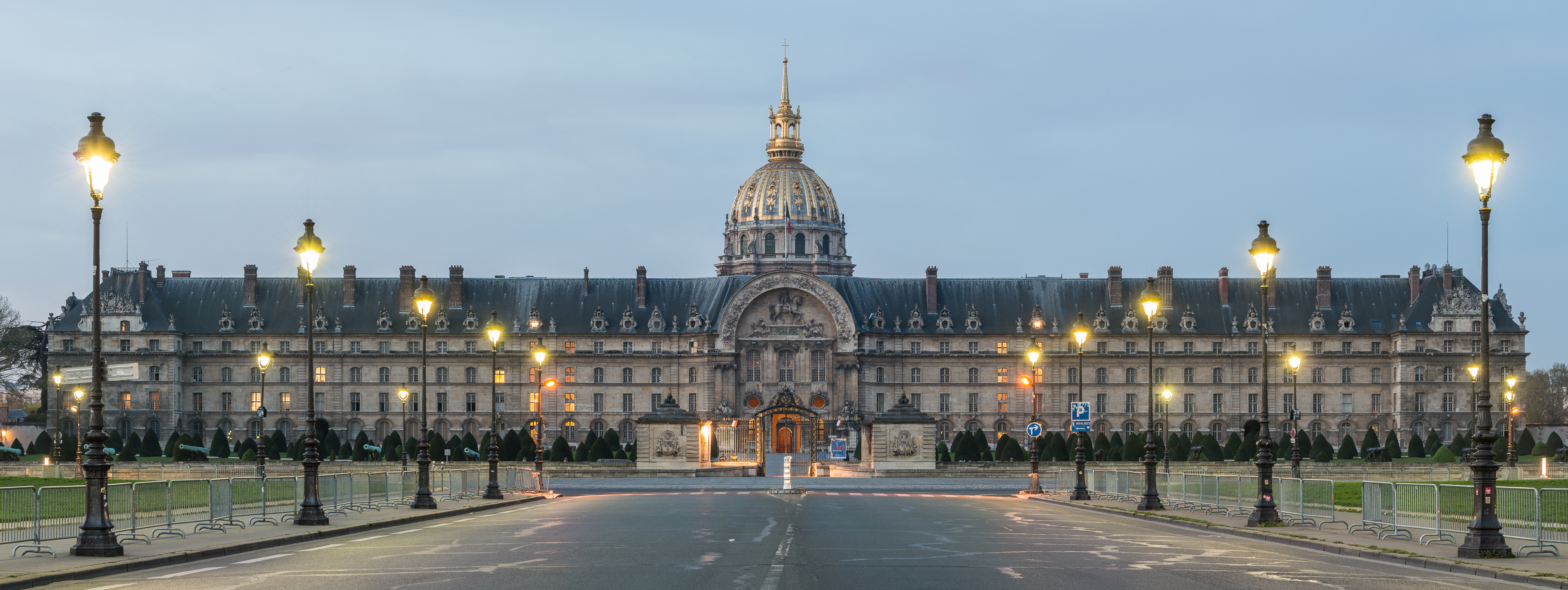
Hôtel des Invalides (hôpital militaire des Invalides, musée de l’Armée…).
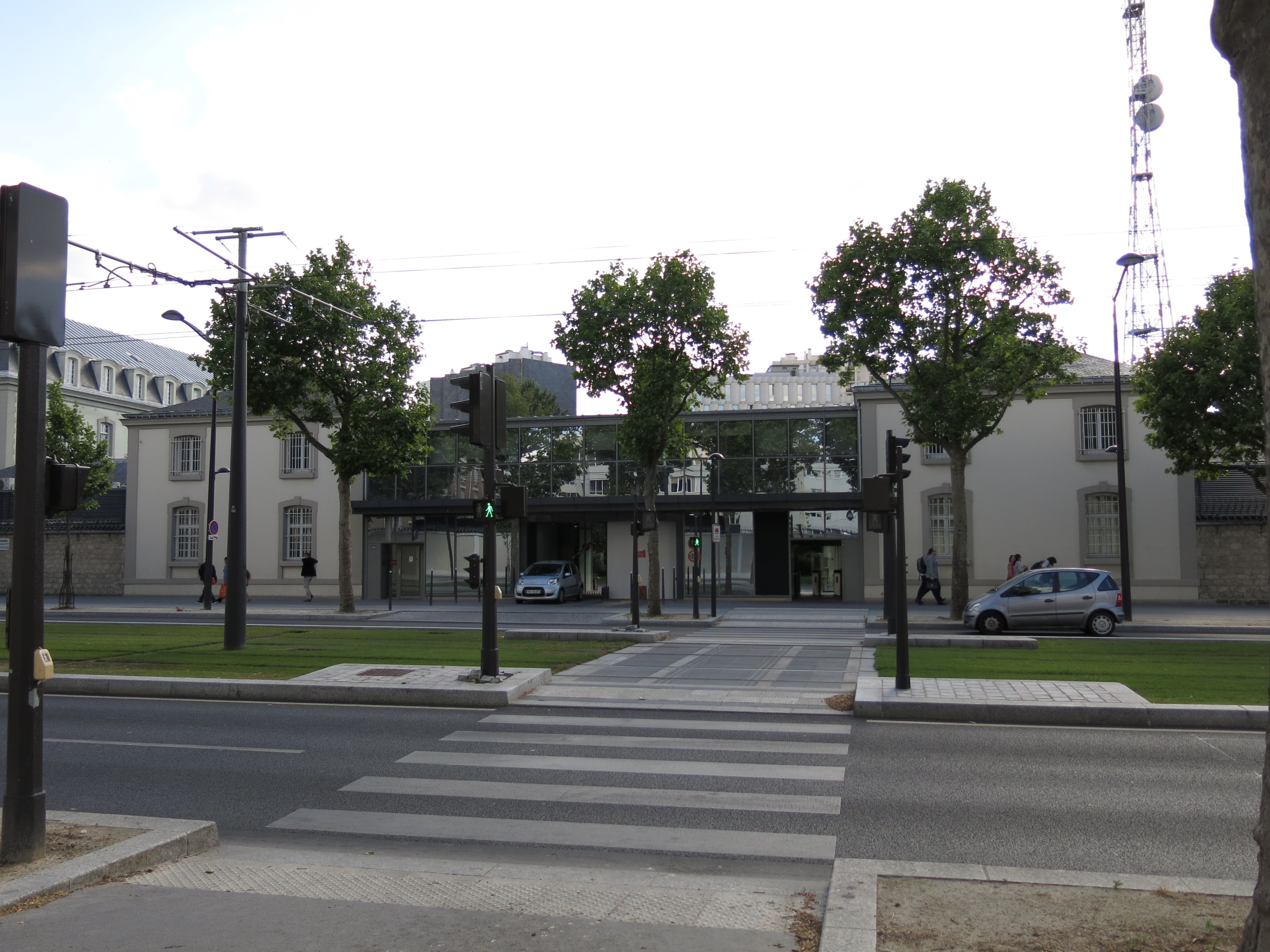
141, boulevard Mortier (Direction générale de la Sécurité extérieure).